# Groupe de NGC 6902
Le groupe de NGC 6902 est un trio de galaxies situé dans les constellations du Sagittaire. La distance moyenne entre ce groupe et la Voie lactée est d'environ 40,1 Mpc (∼131 millions d'al).

## Membres
Le tableau ci-dessous liste les trois galaxies du groupe indiquées dans l'article de A.M. Garcia paru en 1993.
| Nom                   | Class.      | Type         | α (J2000.0)    | δ (J2000.0)    | Vitesse radiale (km/s) | m    | Distance (Mpc) | Diamètre (kal) |
| --------------------- | ----------- | ------------ | -------------- | -------------- | ---------------------- | ---- | -------------- | -------------- |
| NGC 6902              | SA(r)b      | Spirale      | 20h 24m 28.14s | -43° 39′ 12.7″ | 2796 ± 4               | 10,9 | 38,8 ± 2,7     | 335            |
| IC 4946               | SAB0/a?(rs) | Lenticulaire | 20h 23m 58.07s | -43° 59′ 43.0″ | 2902 ± 18              | 11,8 | 40,3 ± 2,8     | 128            |
| PGC 64580 (NGC 6902B) | SA(s)c      | Spirale      | 20h 23m 07.05s | -43° 52′ 07.0″ | 2960 ± 6               | 13,6 | 41,2 ± 2,9     | 72             |

Le site DeepskyLog permet de trouver aisément les constellations des galaxies mentionnées dans ce tableau ou si elles ne s'y trouvent pas, l'outil du site constellation permet de le faire à l'aide des coordonnées de la galaxie. Sauf indication contraire, les données proviennent du site NASA/IPAC.